# Häxprocessen i Rendalen
Den Häxprocess som ägde rum i Rendalen mellan 1671 och 1673 var en av södra Norges största dokumenterade häxprocesser. Norges häxprocesser är i övrigt bäst dokumenterade i Nordnorge. Den resulterade i tre avrättningar. 
Sjutton personer ställdes inför rätta inför bygdetinget i Rendalen för trolldom. De anklagades för att ha bortfört barn till Satans häxsabbat. Processen blev långdragen, och avslutades först 1673. Saken överklagades till högsta rättsinstansen i Danmark-Norge på grund av upplevda oegentligheter vid bygdetinget. Processen avslutades med att tre av de sjutton åtalade dömdes till att brännas på bål. 
Det var den sista stora häxprocessen i Östra Norge, och en av Norges sista stora häxprocesser: häxprocessen i Sunnmøre följde 1679-1683, varefter Norges häxprocesser minskade till mindre mål som bara gällde en person och dödsstraffen minskade, innan alla trolldomsmål sinade efter 1730. 